# Gruppa A czempionata SSSR po futbołu (1936, wiosna)
Rozgrywki radzieckiej grupy A w sezonie wiosna 1936 były pierwszymi w historii radzieckiej pierwszej ligi. W rozgrywkach wzięło udział siedem drużyn. Mistrzowski tytuł po raz pierwszy wywalczyła drużyna Dinama Moskwa. Królem strzelców ligi został Michaił Siemiczastny z Dinama Moskwa, który zdobył 6 goli.

## Drużyny
W rozgrywkach wzięło udział 7 klubów:
- CDKA Moskwa
- Dinamo Leningrad
- Dinamo Moskwa
- Dynamo Kijów
- Krasnaja Zaria Leningrad
- Lokomotiw Moskwa
- Spartak Moskwa

## Tabela końcowa
| Lp. | Drużyna                  | M | Z | R | P | Bramki | Bramki | Różn. | Pkt | Uwagi |
| --- | ------------------------ | - | - | - | - | ------ | ------ | ----- | --- | ----- |
| 1   | Dinamo Moskwa (M)        | 6 | 6 | 0 | 0 | 22     | 5      | +17   | 18  |       |
| 2   | Dynamo Kijów             | 6 | 4 | 0 | 2 | 18     | 11     | +7    | 14  |       |
| 3   | Spartak Moskwa           | 6 | 3 | 1 | 2 | 12     | 7      | +5    | 13  |       |
| 4   | CDKA Moskwa              | 6 | 2 | 1 | 3 | 13     | 18     | −5    | 11  |       |
| 5   | Lokomotiw Moskwa         | 6 | 2 | 0 | 4 | 7      | 11     | −4    | 10  |       |
| 6   | Dinamo Leningrad         | 6 | 1 | 1 | 4 | 5      | 12     | −7    | 9   |       |
| 7   | Krasnaja Zaria Leningrad | 6 | 1 | 1 | 4 | 8      | 21     | −13   | 9   |       |

Zasady przyznawania punktów:

Punkty przyznawano według poniższego zestawienia:
- zwycięstwo: 3 punkty,
- remis: 2 punkty,
- porażka: 1 punkt.

### Rezultaty meczów
| 1936 wiosna | 1936 wiosna              | Dinamo Moskwa | Dynamo Kijów | Spartak Moskwa | CDKA Moskwa | Lokomotiw Moskwa | Dinamo Leningrad | Krasnaja Zaria Leningrad |
| 1.          | Dinamo Moskwa            |               | –            | 1:0            | 6:2         | 3:1              | 2:0              | 5:1                      |
| 2.          | Dynamo Kijów             | 1:5           |              | 1:3            | –           | –                | 1:0              | –                        |
| 3.          | Spartak Moskwa           | –             | –            |                | 0:3         | –                | 6:1              | –                        |
| 4.          | CDKA Moskwa              | –             | 1:6          | –              |             | 0:3              | –                | 6:2                      |
| 5.          | Lokomotiw Moskwa         | –             | 0:2          | 0:2            | –           |                  | –                | –                        |
| 6.          | Dinamo Leningrad         | –             | –            | –              | 1:1         | 3:1              |                  | 0:1                      |
| 7.          | Krasnaja Zaria Leningrad | –             | 2:7          | 1:1            | –           | 1:2              | –                |                          |

### Strzelcy bramek
6 goli
- Michaił Siemiczastny (Dinamo Moskwa)

5 goli
- Wasilij Pawłow (Dinamo Moskwa)
- Wasilij Smirnow (Dinamo Moskwa)

4 gole
- Gieorgij Głazkow (Spartak Moskwa)
- Makar Honczarenko (Dynamo Kijów)
- Siergiej Iljin (Dinamo Moskwa)
- Pawło Komarow (Dynamo Kijów)
- Kostiantyn Szczehocki (Dynamo Kijów)

3 gole
- Wiktor Ławrow (Lokomotiw Moskwa)
- Mykoła Machynia (Dynamo Kijów)
- Piotr Nikiforow (Spartak Moskwa)
- Jewgienij Szelagin (CSKA Moskwa)

## Nagrody
| Mistrz ZSRR w sezonie 1936, wiosna |
| ---------------------------------- |
| ZSRR                               |
| Dinamo Moskwa 1. tytuł             |